# Lipan Apache jezik
Lipan Apache jezik (lipan apački; ISO 639-3: apl), gotovo izumrli jezik Lipan Indijanaca kojim još govori svega dvije osobe (1981 R. Young) od 100 etničkih Lipan Apača.
Lipanski pripada južnoj athapaskanskoj (apačkoj) skupini jezika, a bliži su mu srodnici jicarilla apački i mescalero-chiricahua apački.
Pripadnici etničke grupe žive na rezervatu Mescalero Apache s Mescalero i Chiricahua Apačima.

## Vanjske poveznice
- Ethnologue (14th)
- Ethnologue (15th)